# Бисерсхајм
Бисерсхајм (њем. Bissersheim) општина је у њемачкој савезној држави Рајна-Палатинат. Једно је од 48 општинских средишта округа Бад Диркхајм. Према процјени из 2010. у општини је живјело 429 становника. Посједује регионалну шифру (AGS) 7332004.

## Географски и демографски подаци
Бисерсхајм се налази у савезној држави Рајна-Палатинат у округу Бад Диркхајм. Општина се налази на надморској висини од 141 метра. Површина општине износи 2,6 km².

## Становништво
У самом мјесту је, према процјени из 2010. године, живјело 429 становника. Просјечна густина становништва износи 167 становника/km².